# Григоращук Василь Петрович
Василь Петрович Григоращук (нар. 13 березня 1918, село Старі Мамаївці, тепер село Мамаївці Кіцманського району Чернівецької області — 1 квітня 1980, село Старосілля, тепер село Мамаївці Кіцманського району Чернівецької області) — український радянський діяч, голова колгоспу імені Мічуріна (імені Леніна) Кіцманського району Чернівецької області. Депутат Верховної Ради УРСР 6—7-го скликань. Герой Соціалістичної Праці (26.02.1958).

## Біографія
Народився у селянській родині. Навчався у місцевій школі, працював у сільському господарстві. У 1939—1940 роках служив у румунській королівській армії.
Після того, як Північна Буковина у серпні 1940 року увійшла до складу СРСР, завідував сільським клубом у Старих Мамаївцях Кіцманського району Чернівецької області.
У 1941 році, після окупації села румунами, заарештований поліцією та ув'язнений до Чернівецької тюрми. Засуджений до п'яти років позбавлення волі. З 1942 по 1944 рік перебував у концентраційному таборі у районі теперішнього міста Первомайська Миколаївської області. У 1944 році звільнений радянськими військами, повернувся до рідного села.
З 1944 до 1950 року — голова виконавчого комітету Старомамаївської (з 1946 року — Старосільської) сільської ради депутатів трудящих Кіцманського району Чернівецької області.
Член ВКП(б) з 1950 року.
З 1950 року — голова правління колгоспу імені Мічуріна (потім — імені Леніна) села Старосілля (тепер — Мамаївці) Кіцманського району Чернівецької області.

## Нагороди
- Герой Соціалістичної Праці (26.02.1958)
- орден Леніна (26.02.1958)
- орден Трудового Червоного Прапора (1966)
- медалі